# Kingsland, Herefordshire
Kingsland är en civil parish i Storbritannien.   Den ligger i grevskapet Herefordshire och riksdelen England, i den södra delen av landet, 200 km väster om huvudstaden London.